# Estación de Viesques
La estación de Viesques será una futura de estación de ferrocarril ya construida perteneciente al proyecto del Metrotrén, se ubica bajo la avenida de Justo del Castillo, en Bernueces, en la ciudad asturiana de Gijón, España.

## Sobre el nombre
Al no tener nombre oficial, la prensa y las instituciones la denominan estación de Viesques, aunque puede aparecer como estación de Justo del Castillo o de Bernueces.

## Descripción
La estación ocupa un tramo en túnel de 220 metros de longitud por 19 de ancho, para mango de maniobras, y fue construida mediante una excavación con pantallas a cielo abierto a 34 metros de profundidad.
En superficie se haya entre la rotonda que forma el cruce de la avenida de Justo del Castillo y la avenida de Albert Einstein y una finca antes de la Escuela Politécnica. En este lugar, se halla el único acceso, de uso técnico.

## Historia
En los planes iniciales del Metrotrén, la estación estaba descartada como apeadero de viajeros ya que tendría exclusivamente uso técnico como intercambiador de locomotoras al ser el final de la línea. El Ministerio de Fomento decidiría aumentar el trazado del Metrotrén hasta Cabueñes en 2005, así que es ampliada. Finalmente, la estación tendrá función comercial, a pesar de la baja densidad de población del entorno aunque con mucha demanda puntual debido al Complejo Deportivo Las Mestas, al Club Hípico Astur y la Escuela Politécnica.
En 2022 se anuncia la realización de la ampliación hasta Cabueñes, siendo la estación de Vieques su punto de partida.

## Servicios
Por la estación únicamente circulará la línea C-1 de Cercanías Asturias
| << cabecera | < estación | línea | estación >           | cabecera >>          |
| ----------- | ---------- | ----- | -------------------- | -------------------- |
| Intermodal  | El Bibio   |       | Campus Universitario | Hospital de Cabueñes |